# Micrathetis costiplaga
Micrathetis costiplaga là một loài bướm đêm trong họ Noctuidae.